# Stijn Tormans
Stijn Tormans (1976) is een Belgische journalist.
Tormans studeerde sociologie en antropologie en werd in 2010 genomineerd voor de Groene Waterman Prijs. Een jaar later ging hij werken als journalist voor het tijdschrift Knack., In 2011 won hij de Grote Prijs Jan Wauters. voor zijn "creatief en uitmuntend taalgebruik". Hij is werkzaam voor het tijdschrift Knack.
Eind september 2012 kwam Tormans in een mediastorm terecht toen Bart De Wever een interview met hem weigerde en Tormans daarover een artikel publiceerde. 
In 2013 en 2014 werd hij benoemd tot Meesterverteller door de Stichting Verhalende Journalistiek. 

## Prijzen
- 2011: Grote Prijs Jan Wauters[1]
- 2013 & 2014: Meesterverteller door de Stichting Verhalende Journalistiek[1]

## Publicaties
- Verhalen en reportages (2010)
- De zomer van 1976 (2016)